# Уорън (окръг, Ню Джърси)
Окръг Уорън (на английски: Warren County) е окръг в щата Ню Джърси, Съединени американски щати. Общата му площ е 940 км2. Към 2010 година населението му е 108 692 души. Административен център е град Белвидиър.

## Население
Населението на окръга през 2010 година е 108 692 души.

### Расов състав
- 94,54 % – бели
- 1,87 % – чернокожи
- 1,21 % – азиатци